# تپه کوزه‌گری
تپه کوزه‌گری مربوط به دوره اشکانیان است و در آشتیان، مزرعه اسدآباد واقع شده و این اثر در تاریخ ۱۸ اسفند ۱۳۸۷ با شمارهٔ ثبت ۲۵۰۵۹ به‌عنوان یکی از آثار ملی ایران به ثبت رسیده است.